# Gammarus lawrencianus
Gammarus lawrencianus är en kräftdjursart som beskrevs av Edward Lloyd Bousfield 1956. Gammarus lawrencianus ingår i släktet Gammarus och familjen Gammaridae. Inga underarter finns listade i Catalogue of Life.